# 野比大雄
野比大雄（日语：／ Nobi Nobita），直譯即野比伸太／野比野比太（由於名字中的のび和姓氏野比讀音相同）在劇場版《大雄的平行西游記》片名漢字為“乃比太”，中文通稱大雄，（日文「太」字亦是「大」的意思），英/美國版本稱Noby。是藤子·F·不二雄的漫畫和動畫作品《哆啦A夢》中的主人公，也是作品首位出場角色（刊載於1969年12月號的小學館雜誌中的新連載預告中就已出現）。

## 人物
根據部分漫畫所載，大雄於8月7日出生，住所在日本東京都練馬區月見台鈴木原道，但時代雖然改變，卻一直以居於東京小學生的身份出現，永遠都是十歲（在漫畫中，一直都是小學四年級生，在大山版動畫早期是四年級生（而且常因“胖虎、狗跟水溝”而受苦），中後期與水田版動畫變成五年級生），為家中獨生子，與父母及多啦A夢同住。
父母取名的意義為：
漫畫
- 「希望能健康地成長，不管怎麼樣都能不斷進步」[8][9]。

動畫
- 大山版：希望他能夠平平安安的長大，做一個雄壯威武的人。
- 中国大陆央视播出版翻译的名字“康夫”则取了“健康成长”之意。

而成人大雄在作品中會偶爾登場，多數是小學生大雄利用時光機前往未來探訪或以時光電視等儀器觀察時登場，而成人大雄因為近視已治癒，沒有再戴眼鏡，原先是在小學二年級時近視。此外大雄與他媽媽都有一雙水汪汪的大眼睛，兒時的大雄就是證據。只是長大後的大雄平時帶著眼鏡看不出來，且大部分拿下眼鏡時，眼睛都故意畫成嘟著嘴的形狀，但在劇場版和少數電視版中，大雄有露出大眼睛的片段。在媽媽變成了小學生中，野比玉子變成小孩時也沒有戴眼鏡，看起來有點像靜香。

### 優點
- 心地本為善良，並樂於助人，且對動植物和玩具都很有同情心（也有例外），也曾願意放棄自己的禮物，換取別人快樂[12]，有時更會請求哆啦A夢用法寶幫助他人。
- 愛好大自然，關愛動物和植物。雖然經常被狗咬，但仍很愛狗。因此雖然他媽媽不容許他養寵物，但經常把受傷的動物帶回家照顧。
- 對漫畫很有眼光，凡是被他說有趣的作品，日後都會成名[13]。儘管自己的畫技不佳。
- 在大長篇中的緊要關頭，經常能有很勇敢、突出的表現，此情況以後期作品為甚。
- 有時也會嘗試發奮圖強，嘗試自己去面對困難。但通常只能維持很短的時間。不過，他在成長過程中仍不斷進步，持續發展著自己的能力。
- 擇善固執，尤其是大長篇的表現更是明顯。
- 會時常自我反省，儘管反省后很快又變回原樣，但是在每次做錯事後都會自我反省，藤子·F·不二雄老師在節目中說過他覺得大雄這點十分了不起。[14]
- 較具有環保觀念的人（食物除外），有時有損壞的東西也會重複使用。
- 有時候很會善用哆啦A夢的法寶發揮在意想不到的用途上，儘管大多都是耍小聰明。連哆啦A夢未必對他神乎其技的道具了如指掌，大雄卻能以各式各樣、難以預料的奇思妙想和鬼點子提升道具的使用性。
- 很受女生歡迎，在一些動畫以及大長篇中可以看出大雄和眾多女生有許多互動交集。
- 可以輕易的抬起129.3公斤的哆啦A夢，由此證明其實大雄的力氣很大並不弱，而且比靜香和小夫力氣還要大。
- 出自哆啦A夢的導航書中，大雄是一個常利用圖書館讀書的人、在〈大雄果汁〉中製作出哆啦A夢難以成功的細菌。
- 是友善和开放的，无论是人类，还是其他物种的角色，连同外星人在内，他都愿意去主动交流
- 出自哆啦A夢的導航書中，大雄極具商業才能。而且堅持著自身的商業原則。如在〈利用鏡子做廣告〉中救活了一家快要倒閉的點心店。〈販賣夜晚〉中利用夜晚燈泡賺了不少錢。

### 缺點
- 頭腦不好，缺乏常識、考試零分是家常便飯
  - 只有在三次算術測驗中得了100分[15][16][17]，甚至只要拿十分就相當滿足[18]，得30分就能讓媽媽相當高興[19]，但在媽媽心情不好時考50分她反而覺得很平常。與得85分就被媽媽罵的靜香有着鮮明對比[20]，而平均每五次考試就有一次是0分[21]（有些版本是每十次考試三次零分），曾經慶祝自己十次考試才考一次0分[22]，也算有進步。
  - 連自己名字也會寫錯，經常把（「太」字在日本是三年級漢字）寫成為（「犬」字在日本是一年級漢字）（台灣、中国大陆譯為犬雄）。
  - 對自己的要求低。大雄曾經希望比他還要差的多目同學與他一起差下去，最終多目同學因希望追求進步而沒有與大雄一起參與。《來了個比大雄還要差的人》
  - 思想單純，容易被胖虎和小夫的謊言受騙
  - 貪玩，利用道具对別人惡作劇
- 道具使用
  - 總是只會依賴哆啦A夢，每次受委屈或欺負的第一件事就是回家找哆啦A夢，甚至動不動就要（或強迫/威脅）他拿出道具幫他寫功課或考試，更因此曾經令多啦A夢發生故障而觸犯機械人條例以致受審。＜大雄受審＞[23]
  - 想法單純不考慮後果，常會因為一些單純理由借道具，結果卻不能順心如意或造成不可收拾後果。
  - 經常「不問自取」，特別是未來百貨公司送錯給哆啦A夢，放在房間等候退回的道具商品。[24]
  - 經常在測驗及考試前一天問多啦A夢借法寶去爭取高分，完全沒有想過自己付出努力。不過在這些情況多啦A夢通常不會借法寶給大雄測驗及考試，都是要他自己溫習。
  - 常常在哆啦A夢「警告」他不許觸碰或使用道具做某事（通常是賺錢）後以「愈是叫我不要碰，我愈想去碰」/愣一下「對啊～（可用它這麼做啊）」為動機觸碰/使用道具，引發不可收拾的後果（做出可怕的東西/需支付龐大金額/部份行動有時能影響全世界）。[25][26]
- 運動能力很差，經常在棒球比賽接不著球而受到胖虎責罵，因此總是「強迫」被安排擔任拾球角色。其他運動也很差，例如跳箱經常跳不過，跑步也很慢。但在劇情需要時(例如逃走或被胖虎、小夫和靜香追趕時)，可以與胖虎等角色跑得一樣快，甚至稍為比胖虎跑得快。
- 不諳水性，同時亦畏高和容易暈船浪。（在〈游泳粉〉中大雄沒花太多功夫就輕而易舉的學會了游泳。唯一能解釋的就是他會游泳卻裝作不會。）
- 根筋不多，懶惰且貪心，因而常受父母、老師的責罵。
- 除了得罪胖虎、小夫和靜香之外還會得罪野狗與別人家的看門犬，除了少數幾次是因為救治所以對看門犬有恩之外。
- 經常因忘記或不願意欠交功課，因此幾乎被老師要求到走廊罰站。而做功課往往很難持之以恆。
- 經常晚起導致上學遲到。
- 忌妒心強，尤其對炫耀貴重物品的小夫與和靜香要好的出木杉。
- 貪心
- 好色，看過靜香洗澡628次

### 其他
- 有時想到無人島探險 / 離家出走
- 非常害怕鬼怪，所以經常被胖虎和小夫以試膽遊戲作弄其。
- 因為大雄上學經常遲到，所以大雄偶爾比平時早上學碰上其他人（主要是靜香、胖虎和小夫）時被其他人誤會他們已經遲到。
- 大雄遲到的次數更入了健力士世界紀錄。
- 運氣奇差，如：
  - 經常不知因由地得罪胖虎，或經常在胖虎心情非常差的時候成為胖虎的出氣袋。
  - 經常在不想遇上胖虎的情況下碰上胖虎，而且通常都是胖虎心情非常差的時候。
  - 走路經常踩到水溝蓋從而雙腳踩入水溝。
  - 經常踩到野狗與別人家看門犬的尾巴，從而被狗隻們追向其。
  - 在媽媽要求大雄幫其購買餸菜時經常遇上胖虎要求大雄參加棒球賽，令大雄經常陷入兩難局面。
  - 經常用各種方式將其0分的測驗卷藏起來，但會因應某些原因而剛好令媽媽發現。有時測驗0分卻不想被媽媽知道，向多啦A夢求救如何是好時經常被媽媽聽到。
  - 每次安排家庭旅行當日在臨出發的時候經常因為某些因素（多數都是因為爸爸臨時要回公司加班）而取消。
  - 使用法寶時因某些原因及因素而形勢逆轉，如：
    - 在使用滑行手杖時逃離胖虎及小夫的追打時因手杖尾端卡在水溝蓋的洞上而無法回復自己的水平線，多次嘗試接近手杖時因為遇上老師（老師因誤會大雄沒有挺直走路而令大雄走到一半時滾下去）[27]，及靜香因為手杖卡在水溝蓋嘗試拿出來時多次改變大雄的水平線，當大雄接近手杖時摸到靜香的腳被靜香誤會大雄想偷看其裙底而將其踢走，最後更遇上大風而再次改變水平線。
    - 在使用二度空間照相機時因為要逃離媽媽和多啦A夢的責罵而將自己變成一張相，之後飄至小區附近的牆角而無人發現其，最終居然被狗尿射中其照片而恢復原狀。
    - 在《實物圖鑑》中因為小夫將長毛象（1992年大山版為暴龍）召喚而被要求大雄與多啦A夢拯救。在長毛象被多啦A夢收服進入回實物圖鑑後被多啦A夢及小夫誤會其因害怕而逃走，但最後發現在多啦A夢收服長毛象時卻誤將大雄吸入實物圖鑑裡面。

### 興趣
- 喜歡看漫畫，經常因看漫畫而不做功課。
- 喜歡收集汽水蓋和郵票，汽水蓋當中有不少是極為名貴。[28]
- 喜歡的食物為炸雞、漢堡排和蛋糕，討厭的食物有青椒和紅蘿蔔。
- 喜歡射擊、翻花繩、睡覺

### 專長
午睡
大雄最快可以在0.93秒就入睡。在用了如果電話亭產生的「如果成為一個重視睡眠能力的世界」之中，大雄成為這方面專家，更能夠指導身邊的人進入睡眠，甚至引起了電視台的注意，獲得各界的邀請參加睡午覺大賽，更締造了世界紀錄，並得到大量的獎金及殊榮。私下也有過0.3秒的紀錄。
翻花繩
大雄的翻花繩是世界級水準，經常自創不同的花式，五花八門，如「銀河」、「跳舞蝴蝶」、「彗星」等。並希望得到朋友認同，但通常都不受重視，也因為大雄家當時的社會風氣存在著性別不平等的性別刻板印象，深受刻板印象影響的父母也認為大雄應該玩一些男孩子的遊戲。因此經常借助哆啦A夢的道具來宣傳自己的花繩。在〈本家招牌〉一回中，掛了該招牌的大雄成為翻花繩宗師（台譯師家），招收了大量的學生。
射擊
雖有近視，但擅長射擊也興趣濃厚，有時會利用文具(如鉛筆)作為練習用具。命中率甚高為89.8%，能仰躺著用手指彈鼻屎擊中吊燈的拉繩。在大長篇或其他冒險中，通常在危險關頭因其射擊的100%命中率起了關鍵作用。在〈槍王決戰〉一回中，大雄成功擊倒全區的對手，最後更成功擊倒胖虎，獲得了「槍王」的美譽。
下棋
胖虎曾经强迫大雄在自己家里下将棋，自己赢不了就不准大雄回家，结果大雄怎么故意让他都输不了。在極為複雜需要策略的下圍棋中大雄還完勝小夫十盤。但對著好像擲賽遊戲一樣的「宇宙大戰」遊戲，受運氣奇差影響，則顯得束手無策。
漫畫鑑賞
據大雄本人說，被他評為好看的漫畫新作，未來一定成為名作。
絕佳生意頭腦
常使用道具賺錢，都有不錯的收益，偶然會付出慘痛的後果/災難。
折纸
在摺紙方面，他展現了令人意外的才能。 他曾折出一只精美的獨角仙，令旁人驚嘆不已。漫畫原作中沒有類似情節，該設定僅出現在動畫改編作品里。
其他
大雄擅長製作模型之類的細部工作，可以只看設計圖就製作出手作道具〈大發明家大雄〉。

### 建國
在〈建國用品組合〉、〈地底大雄國〉等集建立大雄國，國旗以「の」為標誌，曾被哆啦A夢以為是蚊香。

大雄国的国旗，出自《建国用品组合》。
大雄国的国旗，出自《大雄的地底国》。

## 家系

### 長輩
以下是有在作品中登場過的：
- 父母親：野比大助和野比玉子。
- 祖母：即野比大助（大雄爸爸）的母親。是大雄最敬愛的人，在大雄讀幼稚園時去世，故多在他的回憶中登場，也是除了大助和玉子以外，最常出場的野比家長輩。在世時教曉大雄不少人生道理，例如要像不倒翁永不倒下般，不要害怕困難。而大雄回到過去探訪她時，並沒有懷疑其身份，還對小學的大雄說想看看他背起書包的樣子。父親大助有一次因工作壓力而喝得爛醉如泥，大雄亦曾將他帶到過去，讓他見見母親撒撒嬌，清醒過來。在《STAND BY ME 哆啦A夢 2》，大雄亦曾將她帶到未來大雄與靜香婚禮會場，讓她遠遠觀看結婚儀式進行（以免嚇壞在場觀禮的大雄父母）。
- 祖父：在大雄出生前去世。對兒子（大雄的爸爸）很嚴厲，但大雄回到過去探訪他時，並沒有懷疑其身份，還對他十分呵護。
- 叔叔：大助之弟野比伸郎，曾經到印度等各個國家進行探險與採訪工作，是最常給大雄壓歲錢的親人。
- 外祖父母：目前在鎮外和玉夫同居，該作中甚少登場，外祖母曾有一次與大雄和哆啦A夢回到媽媽的小時候時登場。
- 舅舅：片岡玉夫，是比玉子年輕多歲的弟弟，職業是汽車銷售員，個性內向，未婚但有女朋友。

此外還登場過婆婆、表姐、姑姑、姨姨、叔叔等許多人物，其中有個在北海道的姨媽也會給大雄不少壓歲錢。但大多只登場過數次，而且作者並未詳細解釋過他們與大雄的親屬關係，在動畫版本中許多旁系親戚也刪改為只有叔叔、舅舅兩人。

### 祖先
- 野比伸吉：曾祖父，曾於1910年看見哈雷彗星。
- 雄左衛門和雄作：分別是六世祖和五世祖（雄左衛門是雄作的父親），雄左衛門曾於1826年的新年日把壓歲錢埋於地下，讓兒子雄作玩尋寶遊戲。
- （又名：吹牛雄）[30][31] / 野比朗兵衛 [32](のびろべえ)：約在150年前的祖先，因為曾被大雄及哆啦A夢因為功課(調查自己的祖先)的關係，帶到20世紀，回去之後向人描述未來的事情，卻不被人相信，因此被人稱為「吹牛大王」（台譯葉牛皮）。名字中的「べえ」通常寫作「兵衛」，如「権兵衛」(ごんべい)一詞通常被用作農民的代稱[33]，這亦是角色的設定，故此另一譯名「野比次郎」與此不乎。
- 野比雄兵衛：在日本戰國時代的祖先，農夫，曾在大雄和哆啦A夢幫助下拯救靜公主(外表似靜香)但因為害怕參軍將功勞讓給小夫祖先--夫丸，因喜愛睡覺被稱為「瞌睡蟲雄兵衛」。
- 疑似大雄石器時代的祖先

### 後代
- 兒子野比雄助：台版動畫譯雄介（大山版）/雄之介（水田版），大陆翻译为小雄（李晔、姚培华等人配音的版本）大雄與靜香獨子，於1989年出生（若哆啦A夢未到20世紀見大雄，便是和胖虎的妹妹結婚後生的，有六名子女）。雖然懶惰但運動表現較大雄好，且喜歡欺負其他小孩。在未來和青梅竹馬的女同學小緣（迷你哆啦SOS登場）於2019年（也就是兩年前）結婚（《45年後》的大雄回到過去時，曾說過他們結婚後到月球度蜜月）。
- 孫子：野比雄助與小緣之子[34]，也就是大雄的孫子，生於21世紀約2020年代。單行本36集中，哆啦A夢將其帶來現代，僅登場一次，目的是教訓他的爸爸雄助離家出走。[35]
- 曾孫：即為世修之父。在漫畫原作第11卷《二十二世紀的東京》中，介紹哆啦A夢出生地時出現1次，外貌同大雄之父，動畫《2112年哆啦A夢的誕生》中也有登場，是促成哆啦A夢入住野比家的關鍵，但造型又截然不同。
- 玄孫野比世修（台灣青文版漫畫現譯名，水田版現譯世雄，而大山版兩者混用；台灣大然版/香港漫畫和TVB現譯小雄，大山版有時曾另譯舍華斯；吉美版漫畫譯小世，李晔、姚培华等人配音的版本中翻译为阿忙）：大雄與靜香玄孫，生於2114年。哆啦美的主人。為改變自己家族命運，派遣哆啦A夢來到小學生大雄的時代，主要擔任監察大雄和哆啦A夢的工作。有時他來到20世紀時，會稱呼大雄作「爺爺」（應為高祖父），也曾叫靜香為「奶奶」（應為高祖母）。初期曾稱呼大雄為“爺爺的爺爺”，后覺得這個稱呼太麻煩遂簡稱為“爺爺”。然而大雄非常不喜欢，因為現在的大雄和未來的小雄年紀差不多。

## 未來
- 改變前：在哆啦A夢尚未到大雄的時代時，原本的命運應是中學勉強及格畢業、大學聯考落榜，與胖妹結婚，膝下有六名子女。因後來一直找不到工作，便向銀行貸款創立了一家公司，但是他為了慶祝開業在公司裏放煙花導致公司發生火災，一無所有，欠下一身巨債。直到世修的時代尚未還清。
- 改變後：哆啦A夢來了後，改變了他的命運，大學時代原本和靜香參加的登山社活動中患上感冒，十歲的大雄用時光機到未來，代替其參加而使靜香感到擔憂（只有嫁給他才方便照顧），所以兩人才會結婚（《雪山的禮物》）。然而在大雄的結婚前夜中，靜香確定自己是喜歡大雄的心地善良才決定嫁給他。之後通過公職考試，成為日本環境廳自然環境保護調查員，但這是僅限於動畫的設定。（見COROCORO漫畫豪華版 電影哆啦A夢・哆啦美），與靜香結婚並育有獨子野比雄助。這一設定並沒有被電影或後來的作品所正式使用，大雄未來的職業不確定。

## 飾演

### 配音員
日本電視台
- 太田淑子：1973年4月1日一1973年9月30日

朝日電視台
- 小原乃梨子：1979年4月2日－2005年3月18日
- 丸山裕子：1979年7月23日-7月28日，代理
- 大原惠：2005年4月15日至今
- 大本真基子：部分電影版（2000.3、2004.3，童年時代）
- 門脇舞以：2005年4月-2007年4月（童年時代）
- 寺崎裕香：2021年2月（童年时代）
- 堀秀行：2008年4月（成年時代）

STAND BY ME 哆啦A夢
- 妻夫木聰（成年時代）
- 川原瑛都（童年时代）
- 守屋乐弥（婴儿时代）

#### 日本國外
香港
- 曾慶珏：1982年 - 1991年（包括6部TVB播映版大長篇）、1995年《叮噹音樂劇之大雄的恐龍》、1997年《叮噹音樂劇之大雄的海底鬼岩城》、2006年-2007年（電影及電視）、2006年《叮噹：魔域三劍俠》（TVB重新配音版）、2021年《Stand By Me 啦A夢 2》（公映版）、2022年《大雄之宇宙小戰爭 2021》、2023年《大雄與天空的理想鄉》、2024年《大雄的地球交响乐》、2025年《大雄的繪畫世界物語》
- 袁淑珍：1992年《叮噹：西遊記》（星光娛樂／安樂影視發行）
- 盧素娟：1991年 - 2006年（包括《多啦A夢時光機》 第1、2輯 及電影版）；1998年《叮噹大富翁》；2006年《多啦A夢音樂劇2006》
- 陸惠玲：2007年起（大山版SP、《多啦A夢時光機》 第3輯、水田版電視動畫、電影版）；2021年8月《Stand By Me 啦A夢 2》（TVB配音版）
- 劉昭文：2007年 - 2018年（成年）
- 黎景全：2015年2月《Stand By Me 啦A夢》（成年）；2021年8月《Stand By Me 啦A夢 2》（成年）（公映版）
- 張方正：2021年8月《Stand By Me 啦A夢 2》（成年）（TVB配音版）
- 不明：1995年歷紹行發行14部《叮噹劇場版》（大山版1980-1994，撇除《西遊記》）及9套「週年紀念精裝版」影帶及LD，傳為謝月美。其中《叮噹：魔域三劍俠》亦是公映版。

台灣
- 靳東美：1994年－1996年
- 馮友薇：1996年－1999年、巨童文化VCD、1980年－1982年電影版新潮社錄影帶版本
- 汪世瑋：錄影帶
- 李映淑：1983年-1992年電影版新潮社錄影帶版本
- 陳美貞：不明電視台
- 楊凱凱：1999年－2009年、電影版
- 姚敏敏：大山版短期代理
- 劉如蘋：水田版電視，第1集至第52集，2006年首映版及2008年電影版
- 劉凱寧：水田版電視，第53集-208集
- 林筱玲：水田版電視，第209集至今
- 陶敏嫻：水田版電影，2009年及2011年電影版

台灣（成年）
- 劉傑：大山版電視，部分
- 于正昌：大山版電視，部分
- 宋克軍：水田版電視，笫235集「送給靜香禮物的是大雄」
- 李世揚：水田版電視，第366集「大雄一百分 25年後的大事件」
- 宋昱璁：STAND BY ME 哆啦A夢、STAND BY ME 哆啦A夢 2（网飞版）
- 賈文安：STAND BY ME 哆啦A夢 2（公映版）

## 衍生作品
- 野比大雄的生化危机